# Herbert Hoover
Herbert Clark Hoover (West Branch, Iowa, 1874. augusztus 10. – New York, 1964. október 20.) az Amerikai Egyesült Államok 31. elnöke volt 1929 és 1933 között.
Elnöksége előtt vagyonos bányamérnök volt, majd az első világháborús segélybizottságot vezette Belgiumban, később az Egyesült Államok Élelmiszerügyi Hivatalának igazgatója, és 1921 és 1928 között az Egyesült Államok kereskedelmi minisztere is volt.
Republikánusként lett elnök és a nagy gazdasági világválság alatt töltötte ki négyéves hivatali idejét. A válság leküzdésére irányuló politikáját és módszereit gyengének tartották. Az újraválasztását 1932-ben elvesztette a demokrata Franklin D. Roosevelttel szemben.

## Élete
Egy kvéker családban született 1874-ben egy kis iowai faluban, West Branchben, de Oregonban nőtt fel. Édesapja, Jessie Clark Hoover kvéker volt, Ohióból származott és svájci felmenői voltak, akik eredetileg a Huber nevet viselték. Édesanyja, született Huldah Randall Minthorn ősei angolok voltak. Egy bátyja (Theodor) és egy húga (Mary) volt. 1891-től a Stanford Egyetem hallgatója volt; itt szerzett bányamérnöki diplomát 1895-ben, és itt ismerkedett össze későbbi feleségével, a vele egyidős és szintén iowai származású Lou Henryvel. Ő volt az egyik első diplomás az új Stanford Egyetemen.
1899-es esküvőjük után Kínába költöztek, ahol a későbbi elnök bányamérnökként dolgozott. 1900 júniusában Tiencsinben érte őket a bokszerlázadás, amelynek során Hoover a barikádok építését irányította, miközben felesége egy kórházban dolgozott.
Mivel saját erőből jókora vagyonra tett szert, elnökként fizetésére nem is tartott igényt, az egészet jótékony célokra ajánlotta fel.